# У кращому світі (телесеріал)
«У кращому світі» (англ. The Good Place, буквально «Гарне місце») — американський фантастично-комедійний телесеріал, створений Майклом Шуром. Телеканал «NBC» замовив перший сезон із 13 епізодів у серпні 2015 року. Головні ролі виконують Крістен Белл та Тед Денсон.
Увесь серіал зосереджено на менеджері з продажів Елеонор Шеллстроп, яка все життя була не дуже хорошою людиною. Після загибелі внаслідок нещасного випадку вона випадково потрапляє до кращого світу. Вона розуміє, що була відправлена туди випадково й повинна приховати свою моральну недосконалість та намагатися стати кращою людиною.
Одногодинна прем'єра телесеріалу відбулася в понеділок, 19 вересня 2016 року; починаючи з 22 вересня, серіал виходить у звичайному таймслоті щочетверга, о 20:30 за місцевим часом. Перший трейлер серіалу вийшов 15 травня 2016 року. 30 січня 2017 року було підтверджено знімання 2 сезону, а 21 листопада того самого року було підтверджено знімання 3 сезону серіалу. 12 серій третього сезону були випущені впродовж 27 вересня 2018 — 24 січня 2019 року. 
На початку грудня 2018 року телеканал «NBC» подовжив телесеріал на останній четвертий сезон із 14 серій. Випуск нового сезону відбувся 26 вересня 2019 року, остання серія телесеріалу «У кращому світі» була показана 30 січня 2020 року.

## У ролях

### Головні ролі
- Крістен Белл — Елеонор Шеллстроп[3]
- Тед Денсон — Майкл[3]
- Вільям Джексон Гарпер — Чіді Анагоні[11]
- Д'Арсі Ерокан — Джа́нет[12]
- Джаміла Джаміль — Таха́ні Аль-Джаміль[13]
- Менні Гасінто — Цзянью Лі[14] / Джейсон Мендоза[15]

### Другорядні ролі
- Адам Скотт — Тревор
- Марк Еван Джексон — Шон
- Марібет Монро — Мінди Сент-Клер
- Стів Берг — Чак
- Емі Окуда — Джессіка

## Епізоди
| Сезон | Сезон | Епізоди | Оригінальна дата виходу | Оригінальна дата виходу | Рейтинг | Кількість глядачів, млн |
| Сезон | Сезон | Епізоди | Прем'єра сезону         | Фінал сезону            | Рейтинг | Кількість глядачів, млн |
| ----- | ----- | ------- | ----------------------- | ----------------------- | ------- | ----------------------- |
|       | 1     | 13      | 19 вересня 2016         | 19 січня 2017           | 77      | 5,72                    |
|       | 2     | 12      | 20 вересня 2017         | 1 лютого 2018           | 77      | 5,78                    |
|       | 3     | 12      | 27 вересня 2018         | 24 січня 2019           | 99      | 4,57                    |
|       | 4     | 14      | 26 вересня 2019         | 20 січня 2020           | 92      | 3,56                    |

## Відгуки критиків

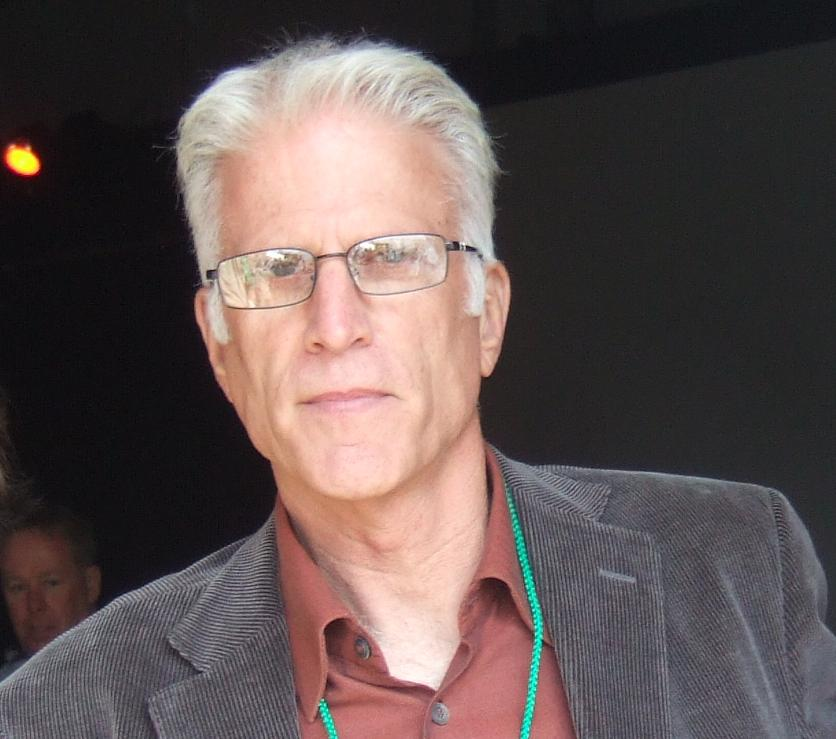
Тед Денсон / Майкл

Комедія «У кращому світі» отримала дуже позитивні відгуки з боку критиків, більшість хвалили телесеріал за його непоганий та оригінальний сюжет, за гарний підбір акторів та за неперевершений фінал першого сезону.

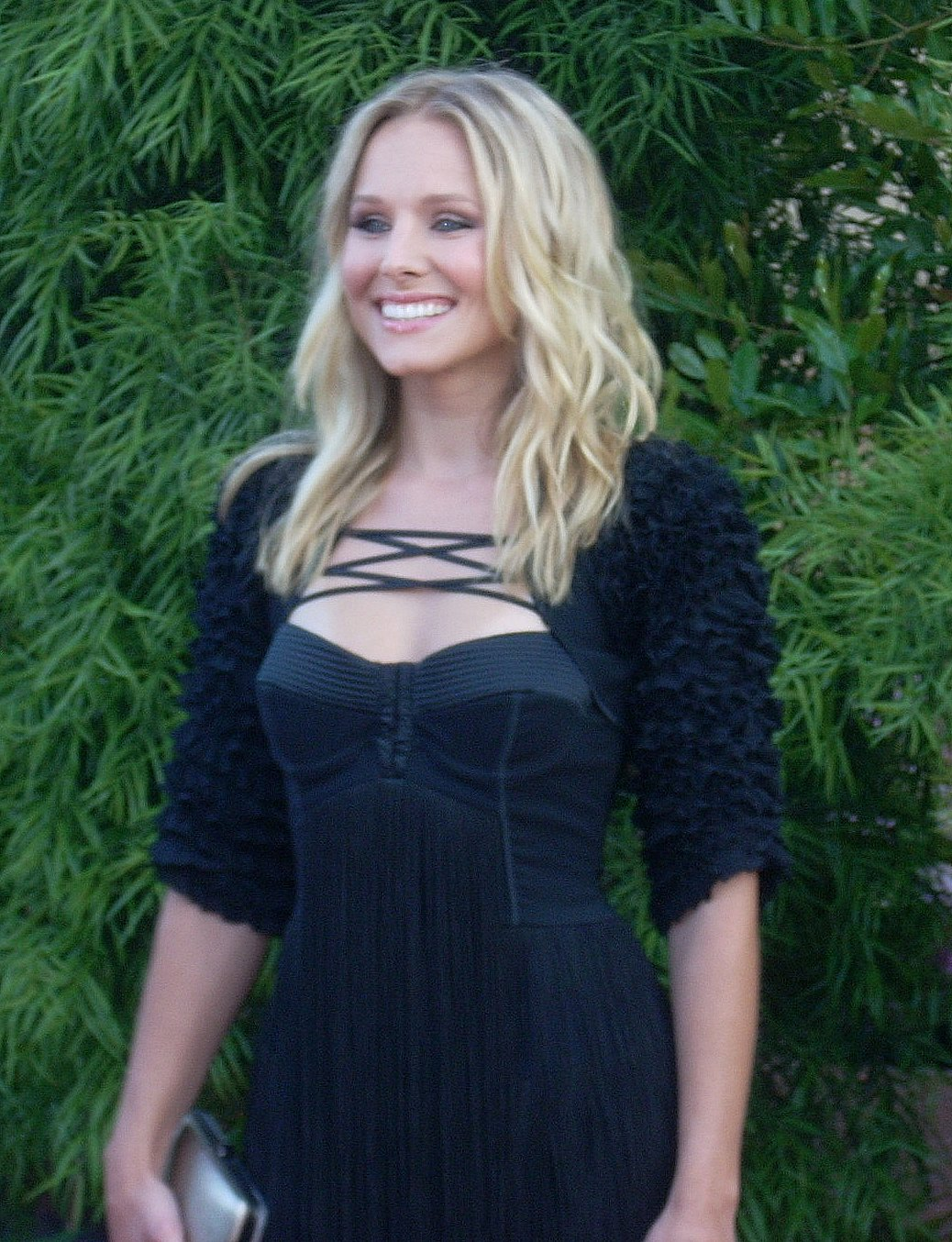
Крістен Белл / Елеонор Шеллстроп

Редактори «TV Guide» віддали друге місце серіалу в списку десяти найбільш очікуваних серіалів телесезону 2016/17 років. У своєму огляді серіалу, один з редакторів, Лімі Метью, пише наступне: «Нова комедія телеканалу NBC має дивовижний родовід» (маючи на увазі Майкла Шура, а також зірок Крістен Белл та Теда Денсона, останнього називають, «мабуть, найкращим актором усіх часів»). Метью робить висновок, що «Надія полягає в тому, що їх спільна потужність (зірок) може відновити бренд комедій на телеканалі NBC до своєї колишньої слави. Це не буде наступними „Друзями“, але це навіть краще: ціла купа комедій, які будуть відрізняються від того, що було раніше».
На Metacritic перший сезон має 78 балів зі 100, на основі відгуків від 32 критиків, що в цілому вказують на «тільки позитивні відгуки».
На Rotten Tomatoes, перший сезон мав рейтинг 91 %, що базувався на 53 відгуках, середній рейтинг 7,84 / 10. Сайт оцінювання пише наступні слова про серіал: «Крістен Белл й Тед Денсон виклалися на повну та продемонстрували свій талант з надзвичайно розважальними, чарівними виступами в цьому абсурдному, розумному і примхливому зображенні загробного життя».

## Нагороди
Серіал має 95 номінацій на різноманітні премії, 16 перемог.
Серіал двічі номінований на премію «Золотий глобус» 2019 року в категоріях «комедія або мюзикл» як найкращий телевізійний серіал та «найкраща жіноча роль серіалу» — Крістен Белл.
Серіал має 6 номінацій на прайм-тайм премії «Еммі»: 
- 2018 рік — дві номінації: актор-виконавець головної ролі в комедійному серіалі (Тед Денсон), запрошена акторка в комедійному серіалі (Мая Рудольф);
- 2019 рік — чотири номінації:актор-виконавець головної ролі в комедійному серіалі (Тед Денсон), запрошена акторка в комедійному серіалі (Мая Рудольф), найкращий комедійний серіал, найкращий сценарій комедійного серіалу.

Інші премії:
- 2019 — Gold Derby Awards: Comedy Supporting Actress (Д'арсі Карден), Comedy Guest Actress (Мая Рудольф), Comedy Guest Actress of the Decade (Мая Рудольф)
- 2019 — премія «Г'юго»: «Best Dramatic Presentation - Short Form» (сценаристи Джош Сігал, Ділан Морган і режисер Морган Саккет за епізод 3.09 «Janet(s)»)
- 2019 — OFTA Television Award (Online Film & Television Association) — «Best Guest Actress in a Comedy Series» (Мая Рудольф)
- 2019 — премія Пібоді
- 2019 — премія «Вибір народу» (People's Choice Awards) — «Favorite Comedy TV Star» (Крістен Белл)
- 2019 — TCA Award (Television Critics Association Awards) — Outstanding Achievement in Comedy
- 2018 — AFI Awards «TV Program of the Year»
- 2018 — IGN Award (IGN Summer Movie Awards) «Best TV Comedy Series»
- 2018 — OFTA Television Award (Online Film & Television Association) — «Best Guest Actress in a Comedy Series» (Мая Рудольф)
- 2018 — премія «Г'юго»: «Best Dramatic Presentation - Short Form» (сценаристи Джош Сігал, Ділан Морган і режисер Дін Голланд за епізод 2.05 «The Trolley Problem»)
- 2018 — Gold Derby Awards: Comedy Supporting Actress (Д'арсі Карден), Comedy Guest Actress (Мая Рудольф)
- 2018 — Critics Choice Award (Broadcast Film Critics Association Awards): найкращий актор комедійного серіалу (Тед Денсон)
- 2018 — TCA Award (Television Critics Association Awards) — Outstanding Achievement in Comedy
- 2016 — Critics' Choice TV Award (Critics Choice Television Awards) — «Most Exciting New Series»